# Griekwastad
Griekwastad  (Afrikaans nyelven: Griqua város) egy vidéki város Dél-Afrikában. Angol nyelven gyakran mondják Griquatown-nak is. Griekwastad nagyjából 150 kilométere fekszik Dél-Afrika egyik nagyvárosától, Kimberleytől. Ez a vidéki város volt az első, amely (néhány kilométerre) az Orange folyó partján épült.

## Története
1801-ben William Anderson és Cornelius Kramer egy a Griqua és Leeuwenkuil városokat összekötő vasútvonalakat építtetett. A griekwastadi  vasútállomást azonban túlságosan száraz területre építették, nagyon nehezen tudtak vizet küldeni az itt élőknek. Így négy évvel később 1805-ben az állomást néhány kilométerrel arrébb helyezték. Sajnos a második választás sem volt sokkal jobb, így a kis településen ismét elkeserítő vízhiány okozott problémákat. Ekkortájt változott meg a város neve Griquaról Griekwastadra és Griquatownra.
A hely ekkoriban élte virágkorát a legtöbb ma is látogatható emlékművet ebben az időszakban építették. Rövid idő alatt városnak saját zászlója és valutája is lett. A város azonban nem volt sokáig független, és a brit gyarmat Cape kolónia, néhány éven belül annektálta az ekkor már igen jelentős várost.

## A XX. - XXI. században
Griekwastadot manapság az itt látható műemlékek miatt látogatják. Elsősorban a juhtenyésztés a jelentős, de Griekwastad ismert még az itt talált féldrágakövekről is (tigrisszem, jáspis).